# James Pierce
James Hubert Pierce (8 de agosto de 1900 - 11 de diciembre de 1983) fue un actor estadounidense conocido por ser el cuarto en interpretar a Tarzán, precisamente apareciendo en las películas de 1924 a 1951.

## Biografía
Nació en Freedom, Indiana el 8 de agosto de 1900. Asistió al centro All-American donde formó parte del equipo de fútbol americano Indiana Hoosiers. Tras su graduación en 1921 fue entrenador de fútbol americano en una escuela de secundaria en Arizona, por aquellos tiempos ya comenzaba a actuar en pequeños papeles. Después de ser elegido para la película The Deerslayer de 1923, permaneció en California como entrenador de fútbol americano en la Glendale High School.
La vida del actor cambió de una manera rotunda cuando asistió a una fiesta ofrecida por Edgar Rice Burroughs creador de los libros de Tarzán que quiso que Pierce interpretara al personaje en la próxima película que llevaría a cabo. En esos momentos Pierce renunció de inmediato al papel de la película alas para el que había sido seleccionado anteriormente. La película muda de Tarzán se llamó Tarzán y el León dorado y fue estrenada en 1927 por RKO Radio Pictures.
En 1928 se casó con Joan Burroughs. Durante los años 1932 a 1936 fueron las voces de Tarzán y Jane.
Pierce es también recordado por haber interpretado príncipe Thun de los Hombres León en la película en serie de Flash Gordon de 1936. Posteriormente estuvo pequeños papeles hasta 1951. Adicional a ello fue piloto durante la Segunda Guerra Mundial con la Reserva Nacional de Aviadores. 
Falleció el 11 de diciembre de 1983.